# Algirdas Brazauskas
Algirdas Mykolas Brazauskas (Rokiškis, Lituania, 22 de septiembre de 1932-Vilna, 26 de junio de 2010) fue un político lituano que se desempeñó como Presidente de Lituania. También fue primer ministro de Lituania en dos períodos: 1993-1998 y 2001-2006.
Fue Ingeniero civil por el Instituto Politécnico de Kaunas, desde su graduación en 1956.
Algirdas Brazauskas fue miembro Honorario de la Fundación Internacional Raoul Wallenberg.
El 26 de junio de 2010 falleció a la edad de 77 años debido a un cáncer en Vilna, capital de Lituania. Le sobreviven sus dos hijas y sus cinco nietos.Se le atribuye la negociación con los comunistas soviéticos para lograr la independencia de Lituania.